# Dąbrówka (powiat lidzbarski)
Dąbrówka – osada w Polsce położona w województwie warmińsko-mazurskim, w powiecie lidzbarskim, w gminie Orneta.
W latach 1975–1998 miejscowość należała administracyjnie do województwa elbląskiego.